# Medicazione

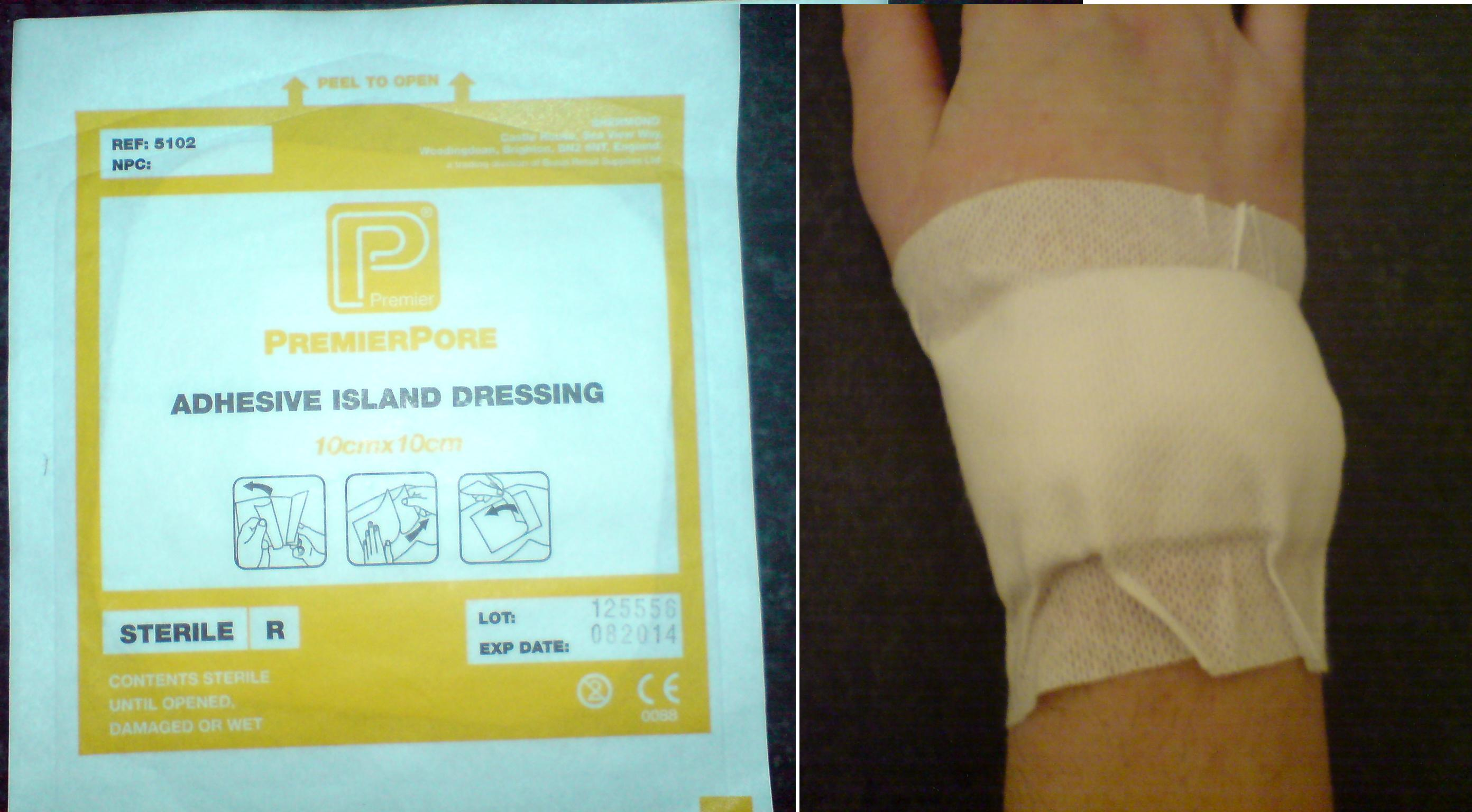
Una medicazione adesiva, nella sua confezione originale (a sinistra) e sul polso di una persona (a destra)

La medicazione è un procedimento atto alla riparazione tissutale, tramite un trattamento che protegge, favorisce la cicatrizzazione e la guarigione delle lesioni. Si realizza sia tramite l'impiego di farmaci (disinfettanti e cicatrizzanti applicati esternamente) che di materiali che proteggono e coprono la ferita (per esempio, bende, garze, cerotti ecc.), isolandola dall'ambiente esterno riducendo il rischio di infezioni. Viene tenuta saldamente in sito tramite l'applicazione di cerotti, fasciature o reticelle elastiche.

## Classificazione
Una medicazione può essere:
- Semplice: medicazione eseguita su ferite pulite successive ad incisioni chirurgiche con secrezione minima, senza perdita di sostanza e che solitamente guariscono per prima intenzione. Esempi sono rappresentati da medicazioni a piatto, lesioni da pressione primo e secondo stadio, lesioni cutanee, eritemi ecc..
- Avanzata: utilizzo nella tecnica di medicazione di materiali di copertura con caratteristiche di biocompatibilità. Il processo alla base della medicazione avanzata è l'interazione del materiale utilizzato con un tessuto al fine di favorire la reazione desiderata. Questo tipo di medicazione permette di mantenere un ottimale gradiente umido nel letto della lesione favorendo così una riparazione tissutale più rapida. I materiali utilizzati possono essere attivi (possiedono un ruolo attivo nella riparazione tissutale, andando a modificare talvolta la matrice cellulare), passivi (utilizzati per assorbire l'essudato e per proteggere la lesione dall'ambiente esterno) e interattivi (questi materiali regolano il microambiente della lesione).

### Medicazioni passive
Le medicazioni passive sono indicate per ferite superficiali, pulite e asciutte con un minimo di essudato. Possono essere utilizzate anche come medicazioni secondarie (per fissare la medicazione primaria o per assorbire ulteriori secrezioni dalla ferita). Esempi di medicazioni passive sono: garze, bende adesive (cerotti) e cotone idrofilo. Lo scopo principale di questi prodotti è proteggere la ferita dalla contaminazione batterica. 

### Medicazioni attive
Esempi di medicazioni attive sono: medicazioni in film semipermeabile, medicazioni in schiuma semipermeabile, medicazioni in idrogel, medicazioni in idrocolloide, medicazioni in idrofibra e alginato. Oltre a prevenire la contaminazione batterica della ferita, mantengono umido l'ambiente per favorire la guarigione.
Medicazione in film semipermeabile: è una pellicola trasparente composta da poliuretano. Consente il passaggio del vapore acqueo, dell'ossigeno e dell'anidride carbonica all'interno e all'esterno della medicazione. Svolge un ruolo aggiuntivo nello sbrigliamento autolitico (rimozione del tessuto morto), che è meno doloroso rispetto allo sbrigliamento manuale della ferita all'interno della sala operatoria. È altamente elastica e flessibile, quindi aderisce strettamente alla pelle. Visto che la medicazione è trasparente, è possibile ispezionare la ferita senza rimuovere il bendaggio. A causa della limitata capacità di assorbimento, tale medicazione viene utilizzata solo su ferite superficiali con scarse quantità di secrezioni.
Medicazione in schiuma semipermeabile: è costituita da schiuma con proprietà idrofile e da uno strato esterno adesivo con proprietà idrofobiche. Lo strato idrofobo protegge la ferita dalla contaminazione esterna. Lo strato idrofilo interno è in grado di assorbire una moderata quantità di secrezioni. Pertanto, questo tipo di medicazione è utile per ferite con elevate quantità di secrezioni. Non sono necessarie medicazioni secondarie, ma richiede cambi frequenti e non è adatto per ferite secche. La schiuma è solitamente costituita da silicone ed è in grado di modellarsi secondo la forma della ferita.
Medicazione idrogel: è costituita da polimeri sintetici come metacrilato e polivinilpirrolidina. Ha un alto contenuto di acqua, quindi fornisce umidità e da un effetto rinfrescante. Questo tipo di medicazione è facile da rimuovere e non è irritante pertanto, viene utilizzato per ferite necrotiche, ulcere da pressione e ustioni. Non è adatto per ferite con secrezione abbondante e ferite infette.
Medicazione idrocolloidale: contiene due strati: strato colloidale interno e strato impermeabile esterno. È costituita da agenti gelificanti come carbossimetilcellulosa, gelatina e pectina. Quando la medicazione è a contatto con la ferita, le secrezioni vengono trattenute per formare un gel che fornisce un ambiente umido adatto per la guarigione. Protegge la ferita dalla contaminazione batterica, assorbe le secrezioni e digerisce i tessuti necrotici. Viene utilizzato principalmente come medicazione secondaria. Non viene utilizzato nelle ferite con secrezione elevata e nelle ulcere neuropatiche.
Medicazione in alginato: è costituita da sali di sodio o di calcio dell'acido alginico.  Gli ioni presenti nella medicazione possono interagire con il sangue per produrre una pellicola che protegge la ferita dalla contaminazione batterica. Questa medicazione può assorbire un'elevata quantità di secrezioni, quindi non è adatta per ferite secche, ustioni di terzo grado e ferite profonde con osso esposto. Richiede una medicazione secondaria perché tende a seccare rapidamente la ferita.
Medicazione in idrofibra: costituita da carbossimetilcellulosa, può assorbire elevate quantità di secrezione, formando un gel e prevenendo la macerazione della pelle.

### Medicazioni bioattive
I progressi nella medicina hanno portato a innovazioni biomediche nel trattamento delle ferite acute, croniche e di altro tipo. Sono state sviluppate nuove medicazioni per facilitare la guarigione delle ferite attraverso vari meccanismi, come ad esempio i sostituti della pelle, le biomembrane e scaffold.

## Usi medici
Una medicazione può avere diversi scopi, a seconda del tipo, della gravità e della posizione della ferita, ma il loro obbiettivo è sempre facilitare la guarigione e proteggere la lesione da ulteriori danni. Gli scopi principali di una medicazione sono:
- Arrestare l'emorragia – per sigillare la ferita e accelerare il processo di coagulazione;
- Protezione dalle infezioni – per difendere la ferita da germi e danni meccanici;
- Assorbire l'essudato: assorbire sangue, plasma e altri fluidi essudati dalla ferita, contenendoli e prevenendo la macerazione;
- Alleviare il dolore – mediante un effetto analgesico medicato, la compressione o semplicemente prevenendo il dolore derivante da ulteriori traumi;
- Sbrigliare la ferita – per rimuovere residui e corpi estranei e accelerare la guarigione;
- Ridurre lo stress psicologico – coprire la ferita in via di guarigione alla vista del paziente e delle altre persone.

In definitiva, lo scopo di una medicazione è favorire la guarigione della ferita fornendo un ambiente sterile, traspirante e umido che faciliti la granulazione e l'epitelizzazione. Ciò ridurrà il rischio di infezione, ridurrà le cicatrici e tempo di guarigione.